# Al-Mani'a
Al-Manīʿa (in arabo المنيعة‎? un tempo chiamata El-Goléa (in arabo القولية‎?, al-Qawliyya, o    الجولية, ossia al-Jawliyya) è il nome francesizzato di un centro abitato, situato in un'oasi sita nella parte centrale dell'Algeria, a circa 950 km a sud di Algeri, verso il confine orientale della catena montuosa del Grande Erg Occidentale, a un'altitudine di 397 m s.l.m., il comune fa parte della provincia di Al-Mani'a.
Deve la sua esistenza al luogo ben protetto dai venti, alla presenza di acqua sotterranea abbondante e alle vie di comunicazione. Vi sono due livelli di acqua nel sottosuolo: il primo si trova tra 1 e 3 metri e viene sfruttato con piccoli pozzi rudimentali; quello più profondo, attivo tra i 50 e i 150 metri, è sfruttato da pozzi artesiani, che raccolgono l'acqua sospinta dalla pressione. Grazie ai pozzi, per l'irrigazione sono disponibili circa 30.000 litri d'acqua al minuto.
Al censimento del 2008, l'oasi risultava contare 40.195 abitanti, appartenenti in gran parte alla tribù dei Sha'anba, un tempo pastori nomadi, proprietari dei terreni, oggi diventati agricoltori sedentari. Gli agglomerati possiedono tutti i servizi: scuole, moschee, hotel, caserme, strade. Le case sono basse, di un solo piano, con tetto piatto: sono costruite con mattoni di argilla, essiccati al sole.
I giardini, ricchi di alberi da frutto, sono protetti dalle palme alte, irrigati da canali e arati con cura. Si producono albicocche, pesche, fichi, datteri, arance, mandarini, vari ortaggi, seguendo una precisa rotazione stagionale delle colture. Ciascuna famiglia ha un giardino privato irrigato e anche qualche animale.
Poco discosto dall’abitato, presso l’Eglise de Saint-Joseph, si trova, dal 1929, la tomba di S. Charles de Foucauld, qui trasferita da Tamanrasset, dove era stato ucciso il 1º dicembre 1916.